# Гир, Грейс Вудбридж

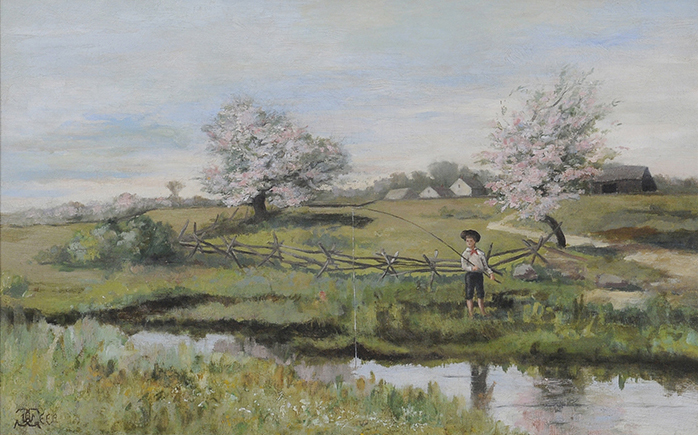
Картина Summer Pastime

Грейс Вудбридж Гир (англ. Grace Woodbridge Geer; 1854—1938) — американская художница.

## Биография
Родилась в 1854 году в Бостоне, штат Массачусетс.
Она училась в Массачусетской нормальной художественной школе (ныне Массачусетский колледж искусств и дизайна) и Институте Лоуэлла. Также брала уроки у Эдмунда Тарбелла, Фрэнка Гектора Томпкинса, Сэмюэля Трискотта и Роберта Вонноха.
Всю жизнь прожив в Бостоне, художница была членом Общества искусств Копли, Американского общества художников-миниатюристов, Массачусетского общества потомков Мэйфлауэр и Бостонского профессионального клуба женщин. Её работы выставлялись в Обществе искусств Копли, Музее изящных искусств в Бостоне, Национальной академии дизайна и Пенсильванской академии изящных искусств.
Умерла 27 июня 1939 года в Бикон-Хилле, Бостон.